# Wang Yang (Politiker)

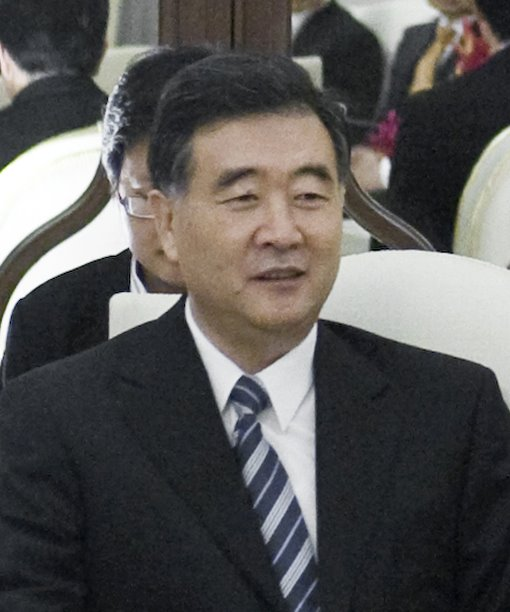
Wang Yang (2009)

Wang Yang (chinesisch 汪洋, Pinyin Wāng Yáng; * 12. März 1955 in Suzhou (Provinz Anhui)) ist ein chinesischer kommunistischer Politiker. Er ist Mitglied des Ständigen Ausschuss des Politbüros der KPCh und einer der vier Vizepremiers Chinas in der Regierung des Premiers Li Keqiang. Bis Januar 2013 diente er als Kommunistischer Parteisekretär von Guangdong, der höchsten Position der südchinesischen Provinz. Von 2005 bis 2007 diente er als Parteisekretär der Regierungsunmittelbaren Stadt Chongqing. Seit 2007 nimmt Wang einen Sitz im Politbüro der KPCh ein.
Wang wird als einer der führenden Reformer in Chinas höchster Führungsebene angesehen. Er wird oft für die Einführung des Guangdong-Modells der Entwicklung angeführt, welches sich durch eine Betonung auf private Firmen, Wirtschaftswachstum und eine größere Rolle für die Zivilgesellschaft auszeichnet. Er wird als einer der 'liberalsten' Mitglieder der chinesischen Elite angesehen, der sich für ökonomische und politische Reformen einsetzt.
Seit März 2018 ist Wang Vorsitzender der Politischen Konsultativkonferenz des chinesischen Volkes.

## Frühes Leben
Wang wurde in Suzhou, Anhui in eine normale städtische Arbeiterfamilie geboren. Sein Vater arbeitete körperlich. Von 1972 bis 1976 arbeitete er in einer Nahrungsmittelverarbeitungsfabrik, wo er daraufhin zum Aufseher befördert wurde. 1975 trat der der Kommunistischen Partei China bei. Daraufhin trat er der örtlichen Parteischule als Lehrer bei, bevor er zum Anbruch von Deng Xiaopings wirtschaftlichen Reformen 1979 an der Zentralen Parteihochschule der Kommunistischen Partei Chinas Politische Ökonomie studierte. Er kehrte als Lehrer für Parteipolitik in seine Heimatstadt zurück und trat daraufhin der lokalen Kommunistischen Jugendliga bei – wo er 1984 zur provinziellen Organisation befördert wurde. Dann arbeitete er bis 1988 als Vizeleiter und Leiter des Provinziellen Sportbüros Anhui.
Sein erster Arbeitsplatz in der zivilen Verwaltung war in Tongling, Anhui, von 1988 an. Er diente in der städtischen Verwaltung als Vize-Parteisekretär, amtierender Bürgermeister und Bürgermeister und versuchte gleichzeitig an der Zentralen Parteischule einen Abschluss in Politischer Verwaltung zu erhalten. Im folgenden Jahr stieg er zum provinziellen Gouverneursassistenten auf und wurde für 1993 bis 1998 zum Vize-Gouverneur von Anhui befördert. Ab 1993 absolvierte er an der Chinesischen Universität für Wissenschaft und Technik in Hefei, der Provinzhauptstadt von Anhui, parallel zu seiner Berufstätigkeit ein Aufbaustudium der Verwaltungswissenschaft, das er 1995 mit dem Magistertitel abschloss.
Endlich wurde er zur Arbeit in der Zentralregierung geschickt, wo er Vizeleiter der Staatlichen Kommission für Entwicklung und Reform und daraufhin zwischen 2003 und 2005 Vizegeneralsekretär des Staatsrats wurde, wo er für die tägliche Verwaltungsarbeit des Generalbüros des Staatsrats zuständig war.

## Chongqing
Wang diente von 2005 bis 2007 als Parteikomiteesekretär in Chongqing, einer Regierungsunmittelbaren Stadt im westlichen Innenland. Wangs Erfolge in Chongqing verschafften ihm nationale Aufmerksamkeit für seine Arbeit, die geografisch abgeschiedene und relativ unterentwickelte Region auf die internationale Bühne zu bringen. In Chongqing wurde Wang für seine Behandlung eines sensiblen städtischen Abrissfalls. Er war auch Pionier von Medienreformen in Chongqing. Seit dem 1. Januar 2007 behandelten die Medien in Chongqing in den täglichen Nachrichten nicht nur die Aktivitäten der Leiter der Stadt, sondern beachteten stattdessen die Geschichten normaler Leiter, wodurch mehr über Landwirtschaft, städtisches Leben und ländliche Migrantenarbeiter berichtet wurde.
2007 übergab Wang das Amt des Parteisekretärs von Chongqing an Bo Xilai. Bo organisierte daraufhin eine weitgehende Kampagne gegen angebliche lokale Halunken. Politische Beobachter bemerkten, dass Bos Bemühung gegen "Verbrechen" implizit Wang Yang kritisierten, da Wang nun für die Tolerierung der mit der "Mafia" in Verbindung stehenden Korruption der Polizei und Gerichte kritisiert werden könne und auch für die Tolerierung von organisiertem Verbrechen allgemein. Bo Xilai wurde daraufhin für eine Reihe von Anklagen festgenommen und bekam eine lebenslange Freiheitsstrafe. Die offizielle Bewertung seiner Kampagne gegen "Verbrechen" führt an, dass dabei Bürgerrechte schwer verletzt wurden und fast 1000 Personen in Arbeitslager geschickt wurden. Die Kampagnen dienten zu einem großen Ausmaß als Werkzeug für Bo Xilai, um Macht und wirtschaftliche Ressourcen zu erlangen.

## Guangdong
Als Teil der parteiweiten Ummischung regionaler Leiter wurde Wang Yang nach dem 17. Parteikongress zum Parteikomiteesekretär von Guangdong nominiert. Er nahm die Stelle formell im November 2007 an. Da die Stelle als eine der wichtigsten Stellen regionaler Leitung in China angesehen wurde, erhielt er einen Sitz im Politbüro der KPCh, dem zweithöchsten herrschenden Rat Chinas. Wangs Eintritt ins Politbüro war für einige Beobachter eine Überraschung, da Wang vor 2007 nicht einmal volle Mitgliedschaft im Zentralkomitee hatte, einem größeren Organ mit etwa 200 Mitgliedern, hauptsächlich Parteibeamte auf der Provinz- oder Ministerebene.
In Guangdong vermarktete Wang sich vermehrt als mutiger Reformer. Er wirkte instrumentell mit daran, Guangdong, bereits als Chinas "Brutstätte für Reformen" bezeichnet, zu größeren wirtschaftlichen und politischen Freiheiten zu drücken. Zusätzlich bemühte sich Wang um eine Diversifizierung der Wirtschaft der Provinz vom verarbeitenden Gewerbe und um die Aufrüstung Shenzhens zu einem Innovationsknotenpunkt für Chinas neue Wirtschaft. Wangs einzigartiger Führungsstil hob ihn von den normalerweise farblosen und risikoscheuen provinziellen Verwaltern ab, die nur die Parteilinie kopieren. Er wurde oft von politischen Beobachtern mit Bo Xilai verglichen, da beide als aufsteigende Sterne im Kampf um die höchste Führungsposition in China angesehen wurden. Beide hielten wichtige regionale Ämter inne, die als "Versuchsplätze" für Maßnahmen genutzt werden konnten, um sie später in ganz China umzusetzen.
In der weltweiten Finanzkrise 2008 war Guangdong mit einer Bankrottwelle mittelständischer Unternehmen konfrontiert. Dazu meinte Wang, dass seine Verwaltung nicht einschreiten würde, um Bankrotte zu verhindern. Er meinte, unprofitable mittelständische Unternehmen "sind nicht produktiv und werden schlussendlich durch den Markt eliminiert". Nach einem Besuch zum Perlflussdelta des Premiers Wen Jiabao, der mittelständische Unternehmen schützen wollte, um Arbeitslosigkeit zu verhindern, widerstrebte die von Wang geführte Regierung von Guangdong den zentralen Regierungsanweisungen, wodurch der Staat stärker eingreifen musste.
2009 wollte Wang in Guangdong die eine Woche andauernden Maifeiertage in Guangdong wieder einführen. Die Feiertage wurden einige Jahre vorher von zentralen Behörden gestrichen. Allerdings wurde die Entscheidung später von der Zentralregierung rückgängig gemacht.
Wang wurde für seinen Umgang mit den Wukan-Protesten 2011 international gelobt. Wukan ist ein Fischerdorf unter der Verwaltung der Stadt Shanwei. Tausende Dorfeinwohner protestierten gegen die von ihnen als nicht ausreichend empfundene Entschädigung für Einwohner während des Verkaufs von Land durch Beamte. Unter Wangs Leitung bot die Provinzregierung den protestierenden Dorfeinwohnern Zugeständnisse an und erlaubte lokale Wahlen für einen neuen Dorfchef.
Während seiner Zeit in Guangdong kritisierte Wang häufig Korruption und Vetternwirtschaft, wodurch er wohl mit der Familie des alten Generals Ye Jianying in Konflikt geriet. Yes Familie hatte extensive wirtschaftliche und politische Interessen in Guangdong und behielt massiven Einfluss in der politischen Elite des Staats, besonders bei den Abkömmlichen früher kommunistischer Revolutionäre, die besser als Prinzlinge bekannt sind. Daher sahen Wangs Gegner ihn als "politisch unzuverlässig" an und deuteten an, dass Wang den Status quo zu sehr verändern wolle, von dem die meisten Prinzlinge immens profitierten. Wang wurde im Vorfeld des 18. Nationalkongress der KPCh als steigender Stern beworben, der mit hoher Wahrscheinlichkeit 2012 in den Ständigen Ausschuss des Politbüros der KPCh befördert würde. Allerdings wurde angemerkt, dass seine schlechten Beziehungen mit der Familie Ye seine Chancen zum Eintritt in den Ständigen Ausschuss minderten. Letztendlich wurde der 18. Ständige Ausschuss von Politikern, die als Prinzlinge bezeichnet wurden, dominiert.

## Zentralregierung
Obwohl Wang es beim 18. Parteikongress nicht wie von einigen Beobachtern erwartet in die höchsten Ränge der chinesischen Politik schaffte, konnte er seine Politbüro-Mitgliedschaft für weitere fünf Jahre verlängern. Daraufhin verließ er seine leitende Stelle in Guangdong, wo er durch einen weiteren aufsteigenden Stern, Hu Chunhua, abgelöst wurde. Im März 2013 wurde Wang Yang auf dem Nationalen Volkskongress 2013 zum Vize-Premier der Li Keqiang-Regierung befördert, wo er für ein Portfolio aus Landwirtschaft, Wassermanagement, Handel, Tourismus und Armutsreduzierung Aufsicht führte.
In seiner Kapazität als Vizepremier traf Wang häufig internationale Würdenträger und begleitete Xi Jinping und Li Keqiang auf Auslandsreisen. Aber sein periodisches Zurschaustellen mutiger politischer Ansichten scheint in den Hintergrund getreten zu sein, als die neue Gruppe von Parteileitern sich langsam um Xi Jinpings Ideologie zusammenfügte. Nach dem 4. Plenum des 18. Zentralkomitees im Oktober 2014 veröffentlichte Wang einen Artikel im Parteisprachrohr Renmin Ribao, in dem er die legalen Reformen, die auf dem Plenum diskutiert wurden, lobte. Er führte aus, dass China von seiner eigenen Kultur und Erfahrung lernen werde und hinsichtlich legaler Reform nie "Modelle oder Philosophien anderer Länder kopieren wird".
Wang hat in Zentralen Leitenden Gruppen, ad hoc-Komitees zur Steuerung von Politikkoordinierung, wichtige Rollen angenommen. Seit 2013 war er Leiter der Leitenden Gruppe über Intellektuelles Eigentum und Fälschungen, Leiter der Leitenden Gruppe über Armutsreduzierung des Staatsrats und Vizeleiter der Kommission für Nahrungsmittelsicherheit. Er wurde auch 2014 als Vizeleiter der Leitenden Gruppe zur Förderung der OBOR-Entwicklung ernannt und als Leiter der Leitenden Gruppe über Armutsreduzierung.
Wang wurde auf der 1. Plenumssitzung des 19. Zentralkomitee der KPCh am 25. Oktober 2017 als Mitglied des 19. Ständigen Ausschuss des Politbüros gewählt, Chinas höchstem Entscheidungsgremium.

## Politische Positionen und öffentliches Image
Wang wird häufig als führender Liberaler der chinesischen Führungselite angesehen, der eine Denkrichtung vertritt, die für eine größere Rolle des freien Markts, schrittweise politische Liberalisierung und eine Regierung, die mehr im Kontakt mit den Bedürfnissen normaler Leute ist, wirbt. Obwohl er generell die Partei-Orthodoxie mutiger anfocht als seine Kollegen, halten Analysten es für unwahrscheinlich, dass er direkt die Parteilinie anfechtet.
Wang wird auch als Befürworter marktbasierter Lösungen für wirtschaftliche Entwicklung angesehen. Wenn Wirtschaftswachstum vergleichbar mit Kuchen backen sei, meinte Wang, die Priorität solle das Backen des Kuchens sein und nicht seine Aufteilung, d. h. Wirtschaftswachstum sei wichtiger als die Umverteilung von Vermögen. Das war im starken Gegensatz zum von Bo Xilai befürworteten Chongqing-Modell, welches für eine erste faire Umverteilung von Vermögen eintritt oder befürwortet, dass Vermögensumverteilung und Wirtschaftswachstum gleichzeitig stattfinden können. Die unterschiedlichen Ideologien von Wang und Bo hinsichtlich der "Kuchentheorie" wurden als eine deutlicher werdende ideologische Kluft zwischen Links und Rechts in Chinas führender Elite charakterisiert.
Wang wird oft lächelnd in der Öffentlich gesehen und im Gegensatz zur Mehrheit seiner Kollegen färbt er sich nicht die Haare. Wang ist auch für seine ungeskripteten und oft humorvollen Bemerkungen in der Öffentlichkeit bekannt. Als höchster Wirtschaftsbeamter und Vertreter Chinas auf dem Strategischen und Ökonomischen Dialog U.S.-China 2013 verglich Wang die Beziehung zwischen China und den Vereinigten Staaten mit der eines verheirateten Paars. In einer Sitzung mit dem US-Schatzkammersekretär Jack Lew bemerkte Wang: "Mir ist bekannt, dass die USA die Schwulenheirat erlauben, aber ich denke nicht, dass Jacob und ich solche Absichten hegen." Er fügte später hinzu, dass China und die USA nicht den "Weg der Scheidung wählen" sollen. "So wie bei Wendi Deng und Ruport Murdoch, das ist einfach zu teuer."